# Rosemary Harris
Rosemary Harris (Ashby-de-la-Zouch, 19 de septiembre de 1927) es una actriz inglesa nominada al premio Oscar y ganadora de un Tony. Es actualmente conocida por su papel en Spider-Man, Spider-Man 2 y Spider-Man 3 como la Tía May.

## Biografía

### Primeros años
Rosemary Harris, hija de Enid Maude Frances Campion y Stafford Berkley Harris, nació en Ashby, Suffolk, Inglaterra. Su abuela Bertha era originaria de Rumanía. Su padre era miembro de la Real Fuerza Aérea Británica, y debido a ello Rosemary vivió con su familia en la India durante su niñez. Estudió en colegios religiosos y posteriormente estudió en la Real Academia de Arte Dramático desde 1951 a 1952.

### Carrera

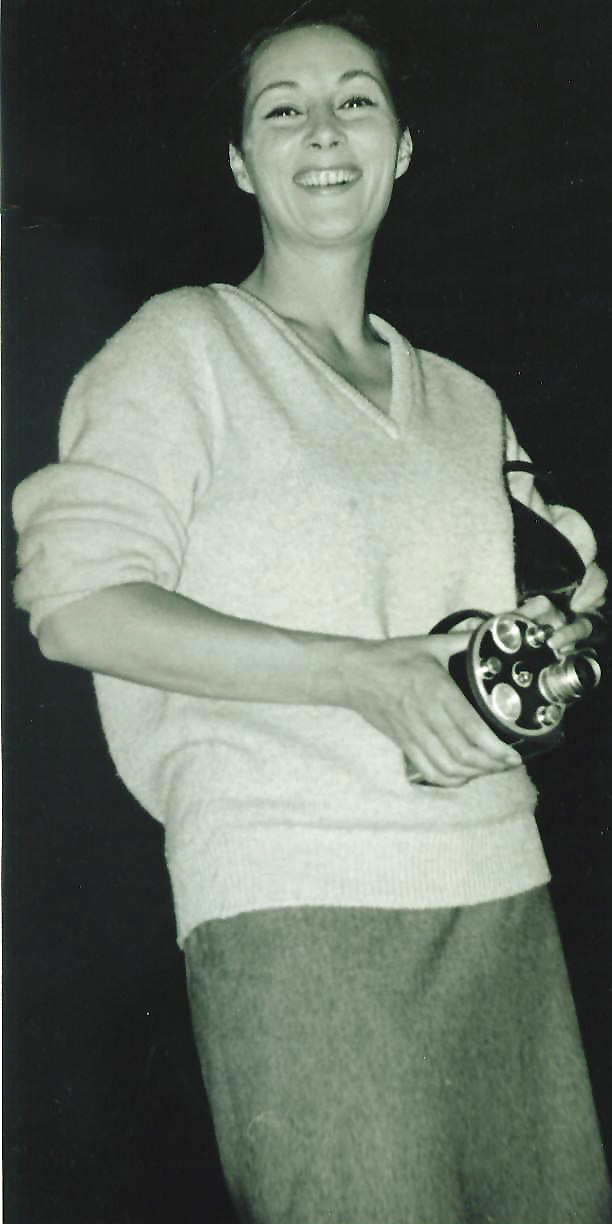
Rosemary en julio de 1962.

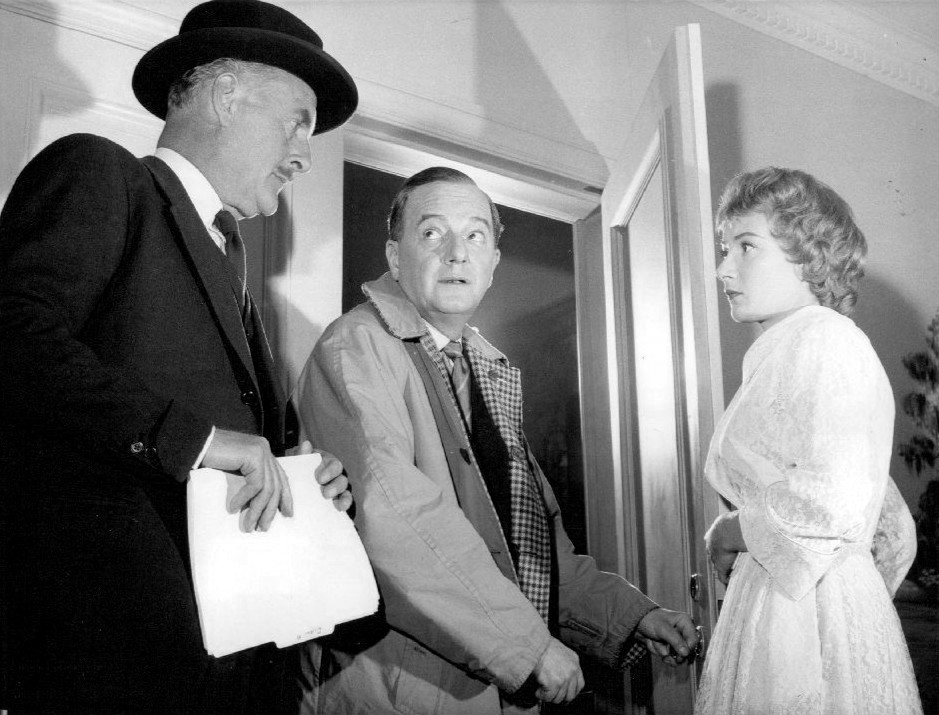
En la foto de izquierda a derecha: John Williams, Maurice Evans y Rosemary

Comenzó a ganar experiencia en su carrera profesional en el Repertory Theatre inglés (en 1948 actuó en Kiss and Tell en Eastbourne con Tilsa Page y John Clark) antes de entrar en la Real Academia de Arte Dramático. Su primera aparicíón fue en Nueva York en 1951 en Climate of Eden de Moss Hart. Volvió a Inglaterra para su debut en The Seven Year Itch en el West End, que estuvo en cartelera un año en el Aldwich. Posteriormente comenzó un periodo de interpretaciones de obras clásicas en el Teatro Bristol Old Vic y después en el Old Vic.
Su primera película fue Beau Brummell con Stewart Granger y Elizabeth Taylor. Una gira con The Old Vic la llevó de regreso a Broadway en la producción de Tyrone Guthrie Troilus and Cressida. Conoció a Ellis Rabb quien tenía planes de comenzar su carrera como productor en Broadway. En 1959, estableció la Association of Producing Artist (APA), y en diciembre de ese mismo año Harris y Rabb contrajeron matrimonio. Durante los dos años siguientes combinaron sus energías para hacer del APA un éxito. En 1962 Harris regresó a Inglaterra al Chichester Festival Theatre de Laurence Olivier. En 1964 fue Ofelia en el Hamlet de Peter O'Toole para la inauguración del nuevo Royal National Theatre de Gran Bretaña.
Regresó a Nueva York para trabajar con el APA. Participó como Leonor de Aquitania en El león en invierno, una actuación que le valió un Premio Tony en 1966. Rabb la dirigió como Masha en Guerra y paz en 1967, el mismo año en que se divorciaron. Poco después Harris se casó con el escritor americano John Ehle. El matrimonio se estableció en Carolina del Norte, y fue allí donde nació su hija Jennifer.

## Filmografía

### Cine
| Año  | Título                                                                             | Personaje              | Notas          |
| ---- | ---------------------------------------------------------------------------------- | ---------------------- | -------------- |
| 1954 | Beau Brummell                                                                      | Sra. Fitzherbert       | Película debut |
| 1957 | The Shiralee                                                                       | Lily Parker            |                |
| 1963 | Uncle Vanya                                                                        | Yelena                 |                |
| 1968 | A Flea in Her Ear                                                                  | Gabrielle Chandebisse  |                |
| 1978 | The Boys from Brazil (Los niños del Brasil [Esp])                                  | Sra. Doring            |                |
| 1983 | The Ploughman's Lunch                                                              | Ann Barrington         |                |
| 1988 | Crossing Delancey                                                                  | Pauline Swift          |                |
| 1989 | The Delinquents                                                                    | Isobel                 |                |
| 1992 | The Bridge                                                                         | Tía Jude               |                |
| 1994 | Tom & Viv                                                                          | Rose Haigh-Wood        |                |
| 1996 | Hamlet                                                                             | Jugador de Reina       |                |
| 1996 | Muerte de un viajante                                                              | Linda                  |                |
| 1999 | My Life So Far                                                                     | Gamma                  |                |
| 1999 | Sunshine                                                                           | Valerie Sors           |                |
| 2000 | The Gift (Premonición [Esp])                                                       | Abuela de Annie        |                |
| 2001 | Blow Dry                                                                           | Daisy                  |                |
| 2002 | Spider-Man                                                                         | Tía May Reilly Parker  |                |
| 2004 | Spider-Man 2                                                                       | Tía May Reilly Parker  |                |
| 2004 | Being Julia (Conociendo a Julia [Esp])                                             | Madre de Julia         |                |
| 2007 | Spider-Man 3                                                                       | Tía May Reilly Parker  |                |
| 2007 | Before the Devil Knows You're Dead (Antes que el diablo sepa que has muerto [Esp]) | Nanette                |                |
| 2008 | Is Anybody There? (¿Hay alguien ahí? [Esp])                                        | Elsie                  |                |
| 2008 | The Monday Before Thanksgiving                                                     | Lillian Cotlo          | Corto          |
| 2010 | Radio Free Albemuth                                                                | VALIS                  | Voz            |
| 2012 | This Means War (Esto es la guerra [Esp])                                           | Nana Foster            |                |
| 2015 | The Von Trapp Family: A Life of Music                                              | Vieja Agathe von Trapp |                |

### Televisión
| Año       | Título                            | Personaje          | Notas                                                             |
| --------- | --------------------------------- | ------------------ | ----------------------------------------------------------------- |
| 1952      | A Cradle of Wlllow                | Tansy Clampett     | Debut de televisión. Película de televisión                       |
| 1952      | Studio One in Hollywood           | Ella misma         | Episodio: "The Great Lady"                                        |
| 1955      | Othello                           | Desdemona          | Película de televisión                                            |
| 1957      | Twelfth Night                     | Viola              | Película de televisión                                            |
| 1958      | Suspicion                         | Sybil Merton       | Episodio: "Lord Arthur Savile's Crime"                            |
| 1958      | Omnibus                           | Cordelia           | Episodio: "Moment of Truth"                                       |
| 1958      | Dial M for Murder                 | Margot Wendice     | Película de televisión                                            |
| 1958      | Folio                             | Dynamene           | Episodio: "A Phoenix Too Frequent"                                |
| 1958      | DuPont Show of the Month          | Cathy Linton       | Episodio: Wuthering Heights                                       |
| 1959      | Encounter                         | Norah Marsh        | Episodio: "The Land of Promise"                                   |
| 1964      | Profiles in Courage               | Mary S. McDowell   | Episodio: "Mary S. McDowell"                                      |
| 1966      | Blithe Spirit                     | Elvira Condomine   | Película de televisión                                            |
| 1967      | Uncle Vanya                       | Jelena Andrejewna  | Película de televisión                                            |
| 1974      | Notorious Woman                   | George Sand        | Miniserie. 7 Episodios                                            |
| 1977      | The Royal Family                  | Julie Cavendish    | Película de televisión                                            |
| 1978      | Holocausto                        | Berta Palitz Weiss | Miniserie. 4 Episodios                                            |
| 1979–1980 | The Chisholms                     | Minerva Chisholm   | Miniserie. 13 Episodios                                           |
| 1983      | To the Lighthouse                 | Sra. Ramsay        | Película de televisión                                            |
| 1992      | The Camomile Lawn                 | Calypso (vieja)    | Miniserie. 2 Episodios                                            |
| 1994      | Under the Hammer                  | Hester Bovington   | Episodio: "The Spectre at the Feast"                              |
| 1994      | Summer Day's Dream                | Margaret Dawlish   | Una fuera de producción en el desempeño de la serie de BBC        |
| 1996      | The Little Riders                 | Abuela Roden       | Película de televisión                                            |
| 1996      | Death of a Salesman               | Linda              | Película de televisión                                            |
| 2004      | Belonging                         | May Copplestone    | Película de televisión                                            |
| 2010      | Law & Order: Special Victims Unit | Francine Brooks    | Episodio: "Wet"                                                   |
| 2014      | The Money                         | Ellen Knox         | Película de televisión                                            |
| 2020      | The Undoing                       | Janet Fraser       | Episodio: "Trial by Fury"                                         |
| 2022      | Search Party                      | Beatrice Hamsdale  | Episodios: "The Gospel of Judas" y "Book of the Wars of the Lord" |

### Videojuegos
| Año  | Título                | Personaje   | Notas                              |
| ---- | --------------------- | ----------- | ---------------------------------- |
| 1998 | Dark Side of the Moon | Miner Woman | Voz. PC versión para Windows 95/98 |

## Teatro
| Año     | Título                             | Personaje         | Teatro                                                             |
| ------- | ---------------------------------- | ----------------- | ------------------------------------------------------------------ |
| 1952    | The Climate of Eden                | Mabel             | Martin Beck Theatre, Broadway                                      |
| 1953-54 | The Seven Year Itch                | La muchacha       | Aldwych Theatre, Londres                                           |
| 1954    | The Crucible                       | Elizabeth Proctor | Bristol Old Vic, Londres                                           |
| 1956    | Troilus and Cressida               | Cressida          | Winter Garden Theatre, Broadway                                    |
| 1957    | The Glass Eye                      | Dorothy Witley    | ANTA Playhouse, Nueva York                                         |
| 1958    | Interlock                          | Hilde             | ANTA Playhouse, Nueva York                                         |
| 1958    | The Disenchanted                   | Jere Halliday     | Coronet Theatre, Broadway                                          |
| 1960    | The Tumbler                        | Lennie            | Helen Hayes Theatre, Broadway                                      |
| 1963    | Uncle Vanya                        | Ilyena            | Chichester Festival Theatre, Londres                               |
| 1963    | Hamlet                             | Ophelia           | Old Vic Theatre, Londres                                           |
| 1965    | Judith                             | Judith            | Phoenix Theatre, Off-Broadway                                      |
| 1965    | Man and Superman                   | Violet Robinson   | Phoenix Theatre, Off-Broadway                                      |
| 1965    | War and Peace                      | Natasha Rostova   | Phoenix Theatre, Off-Broadway                                      |
| 1965    | Herakles                           | Megara            | Lyceum Theatre, Broadway                                           |
| 1966    | The Lion in Winter                 | Eleanor           | Ambassador Theatre, Broadway                                       |
| 1966–67 | The School for Scandal             | Lady Teazle       | Lyceum Theatre, Broadway                                           |
| 1966    | Right You Are If You Think You Are | Signora Ponza     | Lyceum Theatre, Broadway                                           |
| 1966    | We, Comrades Three                 | Mujer joven       | Lyceum Theatre, Broadway                                           |
| 1967    | The Wild Duck                      | Gina              | Lyceum Theatre, Broadway                                           |
| 1967    | You Can't Take it With You         | Alice Sycamore    | Lyceum Theatre, Broadway                                           |
| 1967    | War and Peace                      | Natasha Rostova   | Lyceum Theatre, Broadway                                           |
| 1971–72 | Old Times                          | Anna              | Billy Rose Theatre, Broadway                                       |
| 1973    | The Merchant of Venice             | Portia            | Vivian Beaumont Theatre, Broadway                                  |
| 1973    | A Streetcar Named Desire           | Blanche Du Bois   | Vivian Beaumont Theatre, Broadway                                  |
| 1975–76 | The Royal Family                   | Julie Cavendish   | Brooklyn Academy of Music. Helen Hayes Theatre, Broadway           |
| 1977    | The New York Idea                  | Vida Phillimore   | Brooklyn Academy of Music                                          |
| 1977    | The Three Sisters                  | Olga              | Brooklyn Academy of Music                                          |
| 1983    | Heartbreak House                   | Hesione Hushabye  | Circle in the Square Theatre, Off-Broadway. Theatre Royal, Londres |
| 1985    | Pack of Lies                       | Barbara Jackson   | Royale Theatre, Broadway                                           |
| 1985–86 | Hay Fever                          | Judith Bliss      | Music Box Theatre, Broadway                                        |
| 1991–93 | Lost in Yonkers                    | Abuela Kurnitz    | Richard Rogers Theatre, Broadway. Royal Strand Theatre, Londres    |
| 1994–95 | An Inspector Calls                 | Sybil Birling     | Royale Theatre, Broadway                                           |
| 1996    | A Delicate Balance                 | Agnes             | Plymouth Theatre, Broadway                                         |
| 1999    | Waiting in the Wings               | May Davenport     | Walter Kerr Theatre, Broadway. Eugene O'Neill Theatre, Broadway    |
| 2002    | All Over                           | La Esposa         | Gramercy Theatre, Ciudad de Nueva York                             |
| 2005    | The Other Side                     | Levana Julak      | Manhattan Theatre Club, Off-Broadway                               |
| 2007    | Oscar and the Lady in Pink         | Intérprete        | Old Globe Theatre, San Diego                                       |
| 2008    | Oscar and the Lady in Pink         | Intérprete        | Florence Gould Hall, Ciudad de Nueva York                          |
| 2009    | The Royal Family                   | Fanny Cavendish   | Samuel J. Friedman Theatre, Broadway                               |
| 2012    | The Road to Mecca                  | Señorita Helen    | American Airlines Theatre, Broadway                                |
| 2014    | Indian Ink                         | Eleanor Swan      | Laura Pels Theatre, Off-Broadway                                   |
| 2018−19 | My Fair Lady                       | Sra. Higgins      | Vivian Beaumont Theatre, Broadway                                  |

## Premios y distinciones
Premios Óscar
| Año  | Categoría                          | Película  | Resultado |
| ---- | ---------------------------------- | --------- | --------- |
| 1995 | Oscar a la mejor actriz de reparto | Tom & Viv | Nominada  |